# Apiocera fallax
Apiocera fallax är en tvåvingeart som beskrevs av Mont A. Cazier 1982. Apiocera fallax ingår i släktet Apiocera och familjen Apioceridae.
Artens utbredningsområde är Kalifornien. Inga underarter finns listade i Catalogue of Life.